# Teuchocercus keyi
Teuchocercus keyi là một loài thằn lằn trong họ Gymnophthalmidae. Loài này được Fritts & Smith mô tả khoa học đầu tiên năm 1969.